# (6903) 1989 XM
1989 أكس أم (ويعرف أيضًا باسم (6903) 1989 أكس أم وفق تسمية الكوكب الصغير) (بالإنجليزية: 1989 XM)‏ هو كويكب ضمن حزام الكويكبات؛ وترتيبه 6903 من حيث الاكتشاف.
اكتُشف هذا الجُرم الفلكي بواسطة Yoshiaki Oshima ‏ في 2 ديسمبر 1989.

## وصلات خارجية
- (6903) 1989 XM في قاعدة بيانات مختبر الدفع النفاث لأجرام النظام الشمسي الصغيرة

- الاكتشاف · مخطط المدار ·  العناصر المدارية · المعلمات المادية

- (6903) 1989 XM على موقع ويكي سكاي: DSS2, SDSS, GALEX, IRAS, Hydrogen α, X-Ray, Astrophoto, Sky Map, Articles and images